# ヴェルナー・ショーレム
ヴェルナー・ショーレム（ドイツ語: Werner Scholem, 1895年12月29日 - 1940年7月17日）はドイツの政治家・ホロコースト犠牲者。1924年から1928年まで国会議員（ドイツ共産党所属）を務めた。

## 来歴
印刷業経営者の子としてベルリンに生まれる。歴史家のゲルショム・ショーレムは実弟。幼少時は弟のゲルハルト（後のゲルショム）共々、シオニストの青年組織であるユング・ユダの一員であった。しかし、第一次世界大戦の勃発直前、社会主義系の労働者青年組織へ加入。両者はシオニズムと社会主義との対立点や共通性について、激論を戦わせることとなる（ゲルショムは激烈な反共派であった）。
16歳からジャーナリズムにも関わり、1917年独立社会民主党（USPD）に参加、皇帝侮辱と反戦運動の廉で拘留を余儀無くされる。1919年以降は編集者として糊口を凌いだ。
1920年ドイツ共産党に加入、翌年にはプロイセン議会議員選挙で初当選を果たす。同年党機関紙「赤旗」の編集を任される。その後党ベルリン支部に勤務し、1924年には全国組織の指導者に就き、共産党政治局の一員となった。
1924年から1928年まで国会議員を務めるが、グリゴリー・ジノヴィエフコミンテルン議長と関わりが深い、所謂フィッシャー・マズロウ派に属した。なお、同派は1923年に党内右派が当時の議長により除名処分となった後、新たな極左政党を結成することとなる。
1925年8月の新党結成による党員資格停止を経て、ソビエト連邦における統一反対派への弾圧に共同で抗議したため、党から除名処分が下る。国会では左翼共産主義系の会派に属し、1928年4月にはレーニン同盟を設立。同盟はドイツ国内屈指の共産主義分派の1つにまで上り詰めた。しかしながら、年内に同盟を離れ、トロツキズムや左翼反対派（LO）に共感を抱きながらも、無所属を貫くこととなる。機関紙「永久革命」に寄稿すること度々であった。
ユダヤ人かつ共産主義者であったため、1933年のナチス政権成立直後逮捕。1938年にブーヘンヴァルト強制収容所へ追放されるまで、予防拘禁を余儀無くされた。1940年、親衛隊によって、ユダヤ人元国会議員のエルンスト・ハイルマンと共に処刑された。ハイルマンは注射により、ショーレムは親衛隊上級曹長の銃撃により落命した。

## 関連図書
- Between Utopia and Counter Revolution

- Ralf Hoffrogge: A Jewish Communist in Weimar Germany. The Life of Werner Scholem (1895 – 1940), Brill Publishers, Leiden 2017, ISBN 978-9-0043-095-2-4.

- Ralf Hoffrogge: Werner Scholem - eine politische Biographie (1895-1940), UVK Konstanz 2014, ISBN 978-3-86764-505-8.
- Mirjam Zadoff: Der rote Hiob. Das Leben des Werner Scholem. Carl Hanser, Munich 2014, ISBN 978-3-446-24622-5.

- Gedenkstätte Buchenwald (ed.): Buchenwald Concentration Camp 1937-1945: A Guide to the Permanent Historical Exhibition, Wallstein Verlag 2004, p. 66–67, p. 119.
- Michael Buckmiller und Pascal Nafe: Die Naherwartung des Kommunismus – Werner Scholem. In: Judentum und politische Existenz. Offizin-Verlag, Hannover 2000, p. 61–82.
- Mirjam Triendl-Zadoff: Unter Brüdern – Gershom und Werner Scholem. Von den Utopien der Jugend zum jüdischen Alltag zwischen den Kriegen. In: Münchner Beiträge zur jüdischen Geschichte und Kultur. Band 1, Heft 2, 2007, p. 56–66.
- Ralf Hoffrogge: Utopien am Abgrund. Der Briefwechsel Werner Scholem – Gershom Scholem in den Jahren 1914-1919. In: Schreiben im Krieg – Schreiben vom Krieg. Feldpost im Zeitalter der Weltkriege, Klartext-Verlag, Essen 2011, p. 429-440, ISBN 978-3-8375-0461-3.
- Ralf Hoffrogge: Emmy und Werner Scholem im Kampf zwischen Utopie und Gegenrevolution, in: Hannoversche Geschichtsblätter, Neue Folge Band 65 (2011), S. 157-176.
- Hermann Weber und Andreas Herbst: Deutsche Kommunisten. Biographisches Handbuch 1918 bis 1945. Karl Dietz Verlag, 2nd edition Berlin 2008, p. 692–694, ISBN 3-320-02044-7